# Salomé (Mariotte)
Salomé es una ópera en un acto con música de Antoine Mariotte y libreto basado en la obra en francés Salomé de Oscar Wilde. Se estrenó el 30 de octubre de 1908 (tres años después de la versión de Strauss en Dresde) en el Grand Théâtre de Lyon, y se representó en París en 1910 en el Gaîté-Lyrique, mientras que la ópera de Strauss se representó en la Opéra.
Es una ópera poco representada en la actualidad; en las estadísticas de Operabase aparece con sólo una representación en el período 2005-2010, siendo la primera y única de Mariotte.

## Personajes
| Personaje                                                              | Tesitura  | Reparto del estreno, 30 de octubre de 1908 (Director: –) |
| ---------------------------------------------------------------------- | --------- | -------------------------------------------------------- |
| Hérode, Tetrarca de Judea                                              | barítono  | Édouard Cotreuil                                         |
| Hérodias, su esposa (y sobrina)                                        | contralto | Soïni                                                    |
| Salomé, su hijastra (y sobrina-nieta)                                  | soprano   | De Wailly                                                |
| Iokanaan (Juan el Bautista)                                            | barítono  | Jean Aubert                                              |
| Narraboth, capitán de la guardia                                       | tenor     | Henry Grillières                                         |
| El paje de Hérodias                                                    | contralto |                                                          |
| Primer soldado                                                         | tenor     |                                                          |
| Segundo soldado                                                        | barítono  |                                                          |
| Joven sirio (Narraboth)                                                | tenor     |                                                          |
| Invitados reales (egipcios y romanos), y séquito, servidores, soldados |           |                                                          |